# Tiracola versicolor
Tiracola versicolor là một loài bướm đêm trong họ Noctuidae.